# Sphenomorphus beauforti
Sphenomorphus beauforti är en ödleart som beskrevs av  De Jong 1927. Sphenomorphus beauforti ingår i släktet Sphenomorphus och familjen skinkar. Inga underarter finns listade i Catalogue of Life.